# Corine Boon
Pour les articles homonymes, voir Boon.
 (janvier 2019).
Si vous disposez d'ouvrages ou d'articles de référence ou si vous connaissez des sites web de qualité traitant du thème abordé ici, merci de compléter l'article en donnant les références utiles à sa vérifiabilité et en les liant à la section « Notes et références ».
Corine Boon, née le 23 avril 1964 à Krommenie,, est une actrice, présentatrice et chanteuse néerlandaise.

## Filmographie

### Cinéma et téléfilms
- 1994 : Goede tijden, slechte tijden : Klant LindaLook
- 1997-2000 : Goudkust (nl) : Emma Verkuil
- 2002 : Engine Trouble (en) : Belinda

## Théâtre

### Pièces et comédies musicales
- 1987-1988 : Cats
- 1988-1989 : Zeldzaam
- 1989-1990 : Chicago
- 1990-1991 : Mata Hari
- 1991-1992 : André van Duin Revue
- 1992 : Move!
- 1992-1993 : De Roze Krokodillen
- 1993-1994 : A Chorus Line
- 1995 : Route 66
- 1995 : De Bevrijdingsrevue
- 1995-1996 : Madley Amsterdam
- 1996-1997 : Kaptain Banana NY

## Animation
- 2000 : Spott.nl sur RTL 4 : Présentatrice
- 2001-2004 : Campinglife (nl) sur RTL 4 : Présentatrice
- 2002 : Thuis op internet sur RTL 4 : Présentatrice
- 2003 : Wil je met mij trouwen? sur RTL 4 : Présentatrice
- 2004-2008 : Eigen Huis & Tuin sur RTL 4 : Présentatrice
- 2006-2009 : Gewoon Mooier sur RTL 4 : Présentatrice
- 2008-2009 : Game Ville sur RTL 4 : Présentatrice
- 2008-2009 : Spoor van Leven (nl) sur RTL 4 : Présentatrice
- 2010 : Moeders van Nu (nl) sur SBS 6 : Présentatrice
- 2012 : Droom van een tweede huis sur RTL 4 : Présentatrice
- 2014 : Zo kan het ook sur RTL 7 et RTL Z : Présentatrice
- 2015 : Van slager tot chef sur RTL 4 : Présentatrice